# پیش‌نویس‌:بمباران استپاناکرت (۲۰۲۰)
- https://en.wikipedia.org/wiki/2020_bombardment_of_Stepanakert
- https://fa.armradio.am/2020/10/05/تشدید-درگیری‌ها-در-آرتساخ؛-استپاناکر/. پارامتر |عنوان= یا |title= ناموجود یا خالی (کمک)
- https://fa.armradio.am/2020/10/08/عواقب-موشک-باران-استپاناتکرت-پایتخت-آ/